# Sphinx
Sphinx és un gènere de lepidòpters ditrisis de la família dels esfíngids (Sphingidae). Les espècies d'aquest gènere són grans, l'envergadura alar dels imagos pot arribar als 120 mm i la llargària de les erugues als 100 mm. Els adults presenten coloracions grises al cos i les ales i algunes espècies, franges rosades a l'abdomen. Es distribueix per les ecozones del Neàrtic i Paleàrtic.
El gènere Sphinx va ser descrit pel naturalista suec Carl von Linné el 1758.

## Taxonomia
A Europa hi viuen tres espècies del gènere, mentre que a nivell mundial n'hi ha 31:
- Sphinx adumbrata Dyar, 1912
- Sphinx asella Rothschild & Jordan, 1903
- Sphinx bhutana Brechlin, 2015
- Sphinx caligineus Butler, 1877
- Sphinx canadensis Boisduval, 1875
- Sphinx centrosinaria Kitching & Jin, 1998
- Sphinx centrovietnama Brechlin, 2015
- Sphinx chersis Hubner, 1823
- Sphinx chisoya Schaus, 1932
- Sphinx constricta Butler, 1885
- Sphinx crassistriga Rothschild & Jordan, 1903
- Sphinx dollii Neumoegen, 1881
- Sphinx drupiferarum JE Smith, 1797
- Sphinx formosana Riotte, 1970
- Sphinx franckii Neumoegen, 1893
- Sphinx gordius Cramer, 1779
- Sphinx kalmiae JE Smith, 1797
- Sphinx leucophaeata Clemens, 1859
- Sphinx libocedrus Edwards, 1881
- Sphinx ligustri Linnaeus, 1758
- Sphinx luscitiosa Clemens, 1859
- Sphinx maurorum Jordan, 1931
- Sphinx morio Rothschild & Jordan, 1903
- Sphinx nogueirai Haxaire, 2002
- Sphinx oberthueri Rothschild & Jordan, 1903
- Sphinx perelegans Edwards, 1874
- Sphinx pinastri Linnaeus, 1758
- Sphinx poecila Stephens, 1828
- Sphinx sequoiae Boisduval, 1868
- Sphinx vashti Strecker, 1878
- Sphinx yunnana Brechlin, 2015

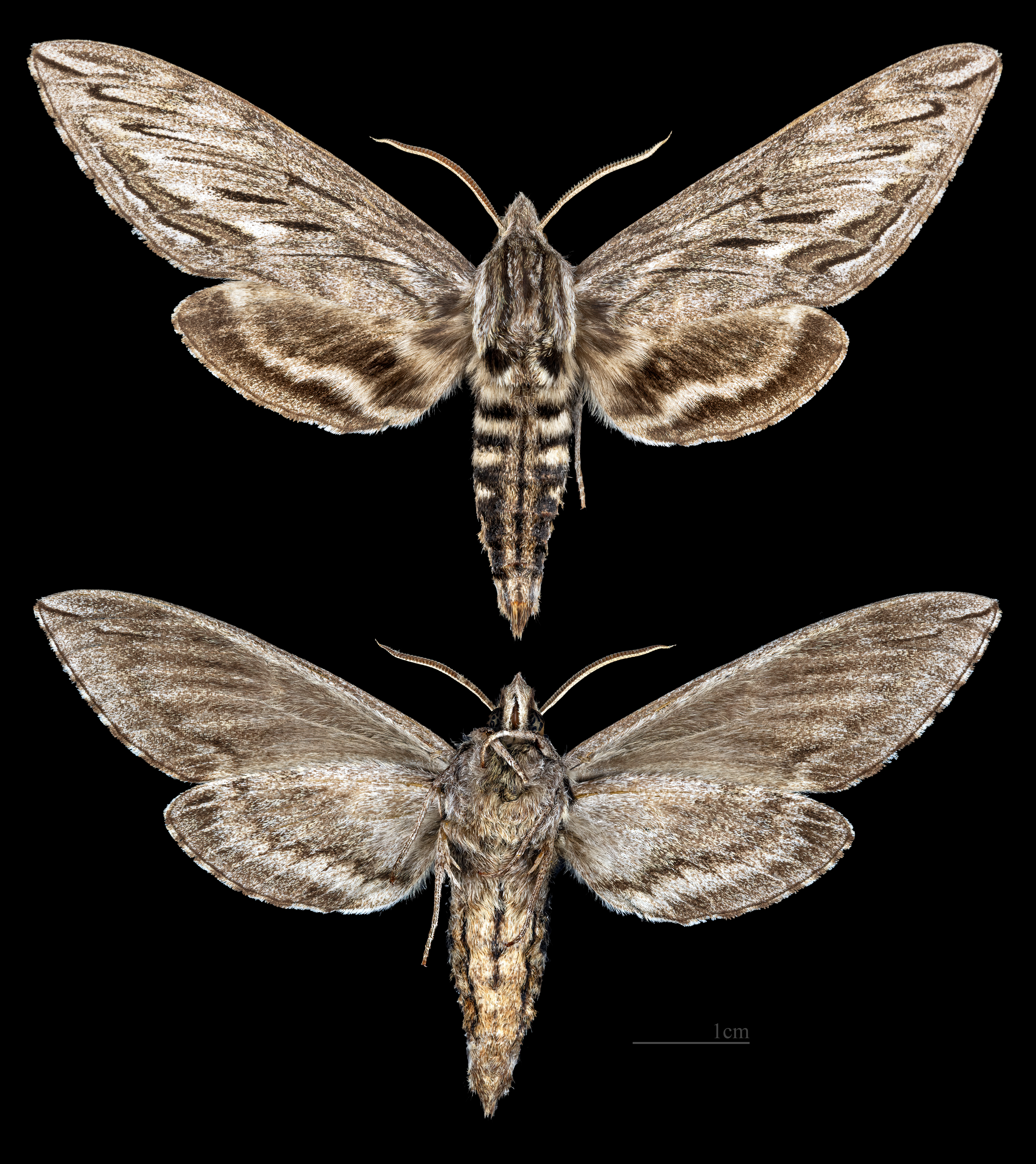
Sphinx canadensis
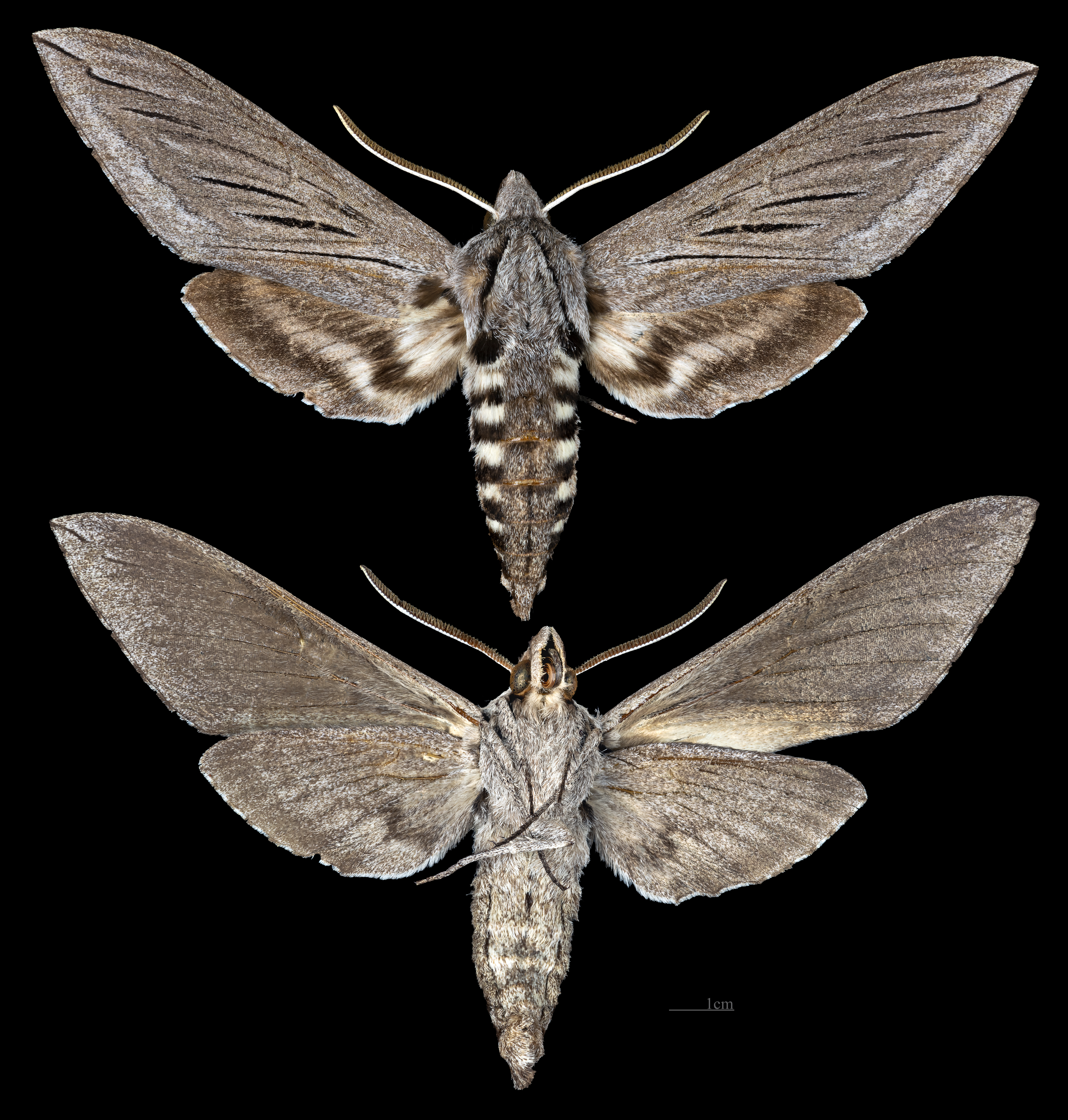
Sphinx chersis
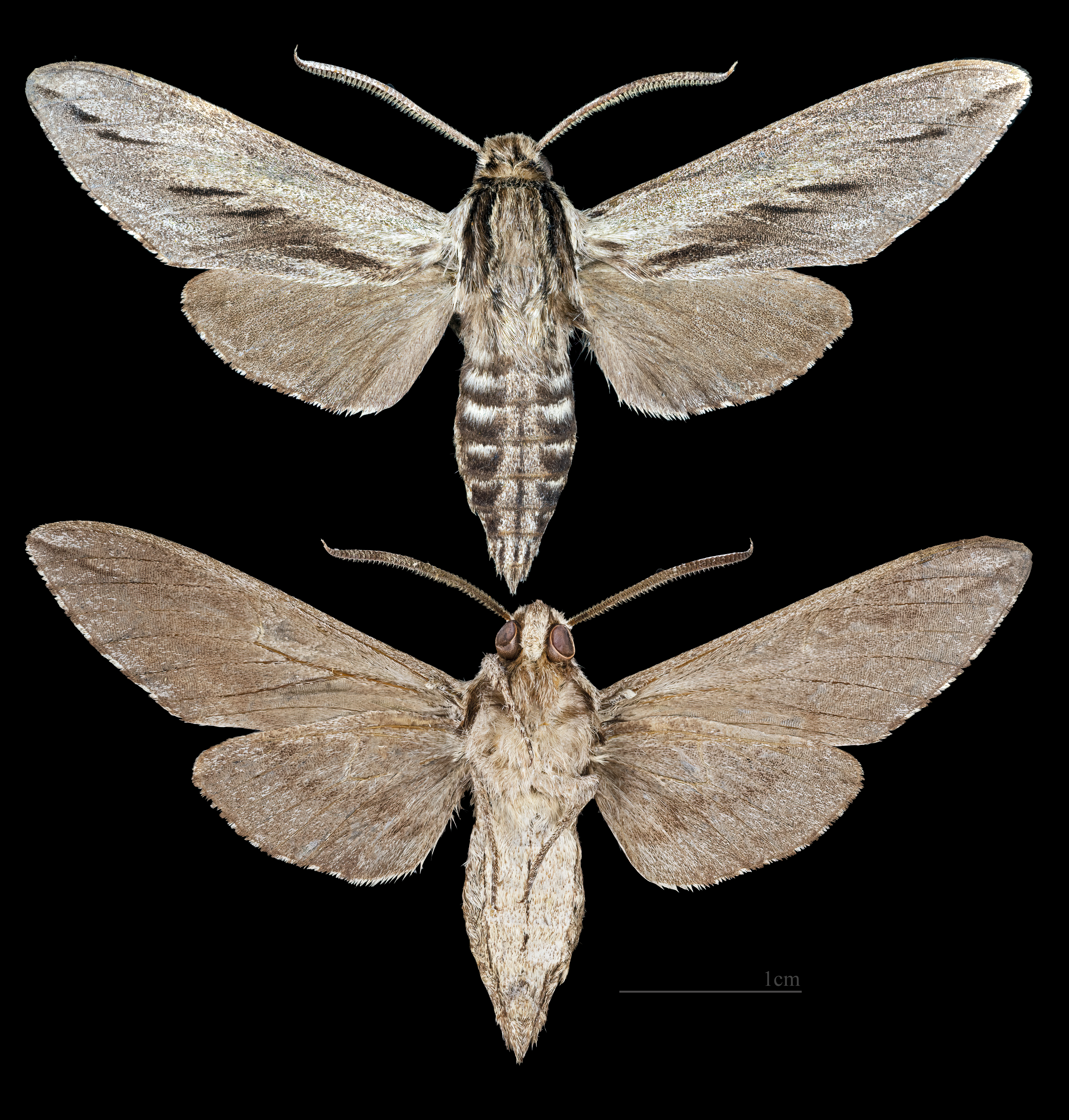
Sphinx dollii
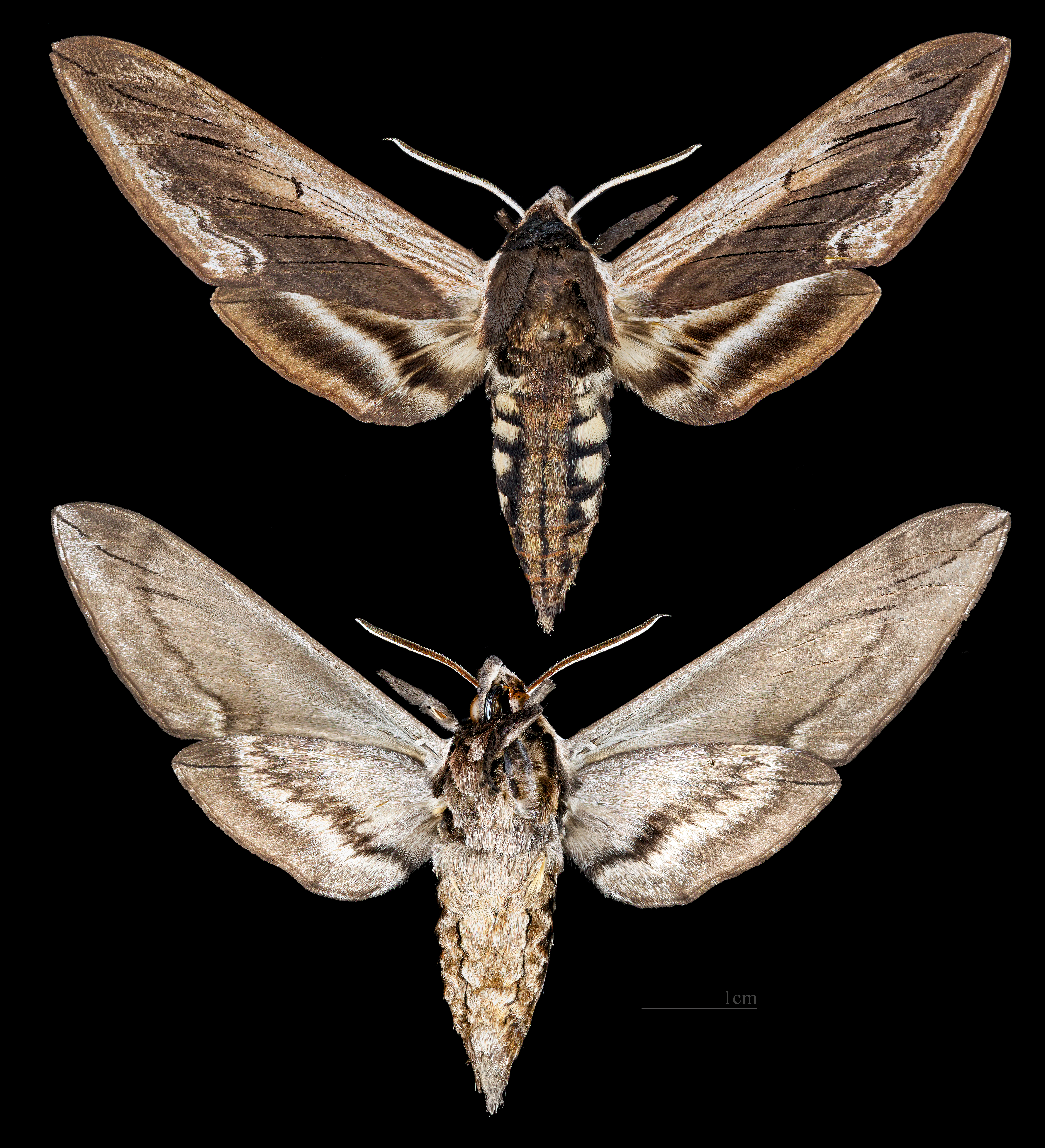
Sphinx drupiferarum
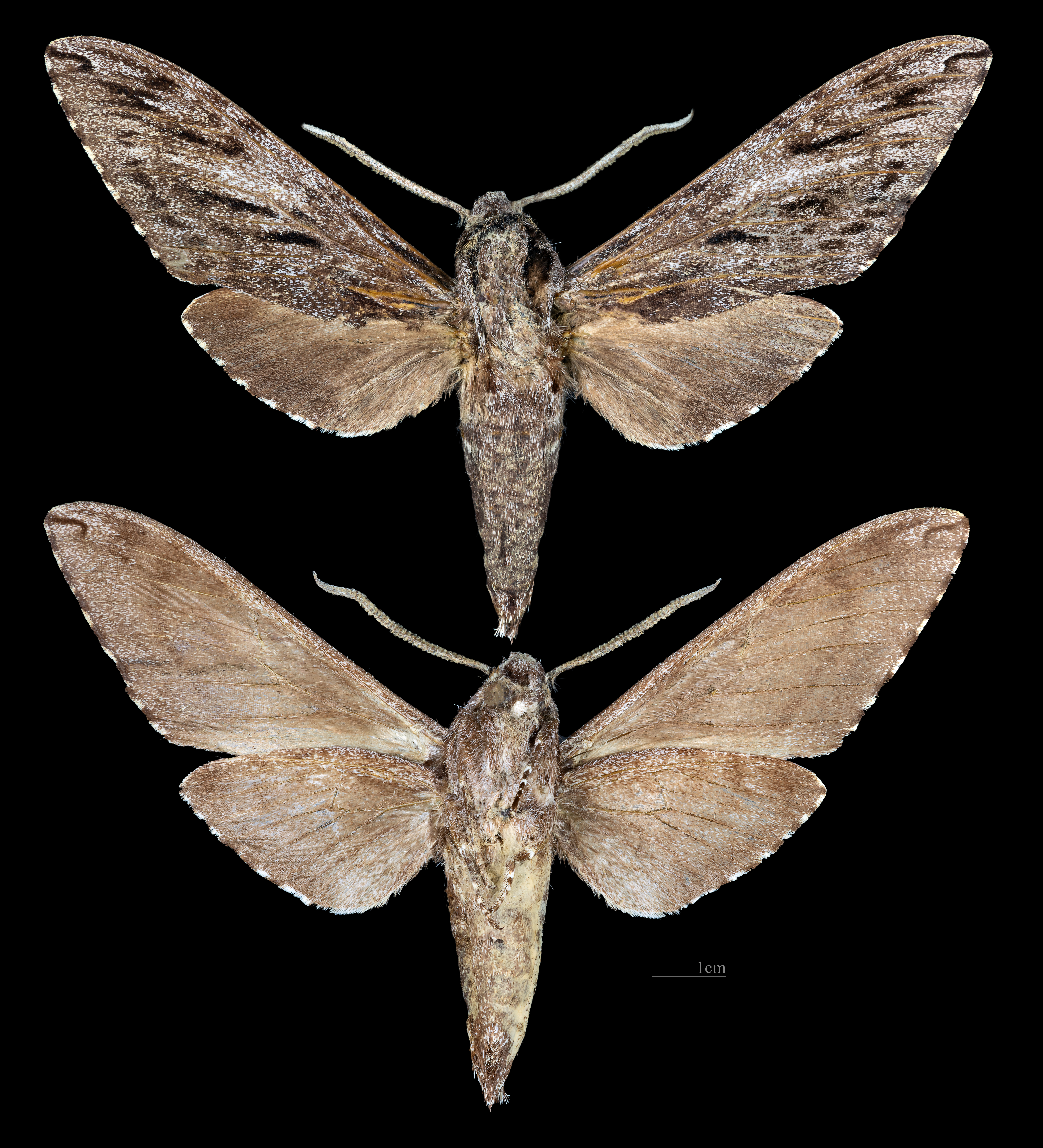
Sphinx formosana
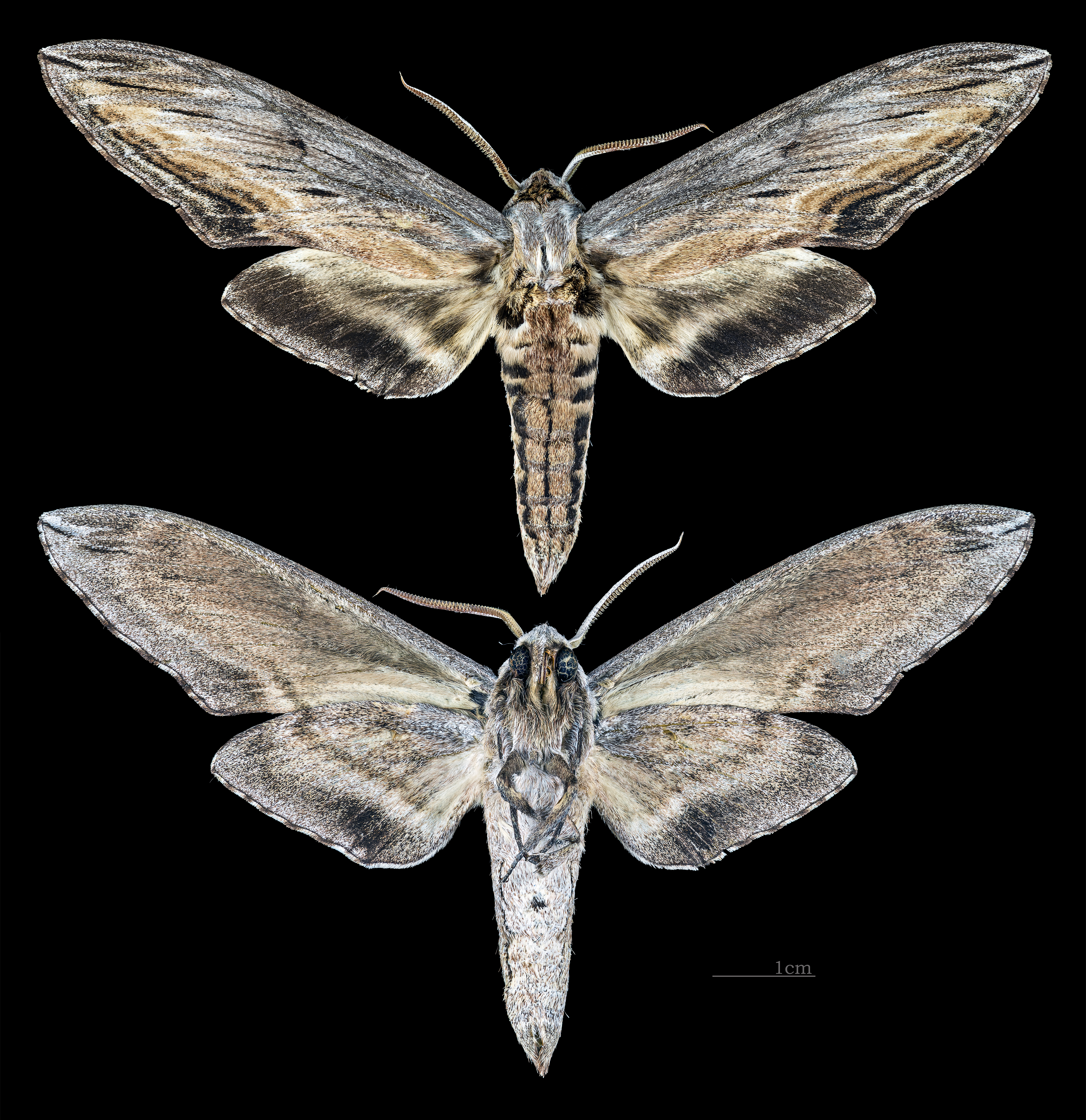
Sphinx franckii
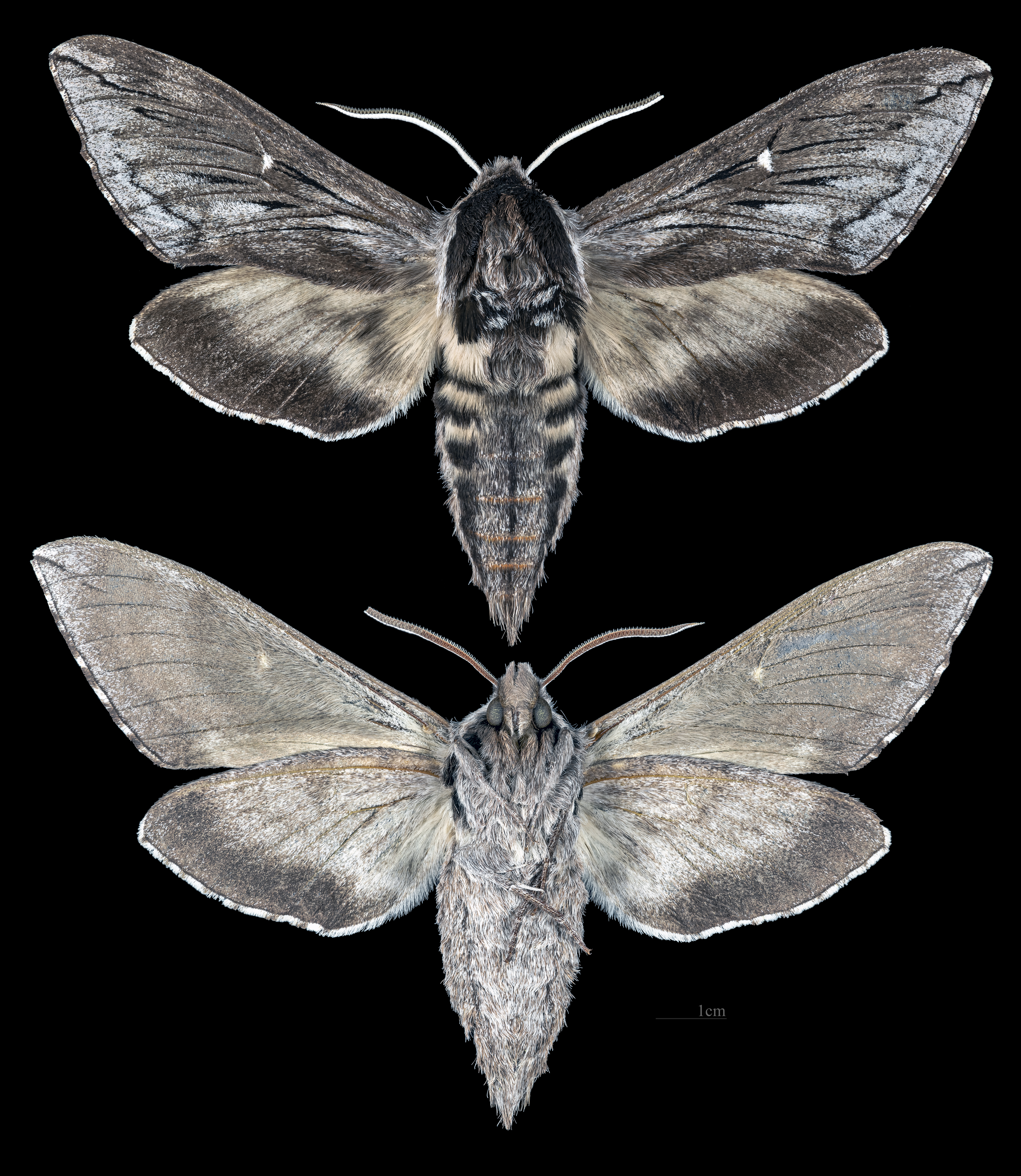
Sphinx gordius
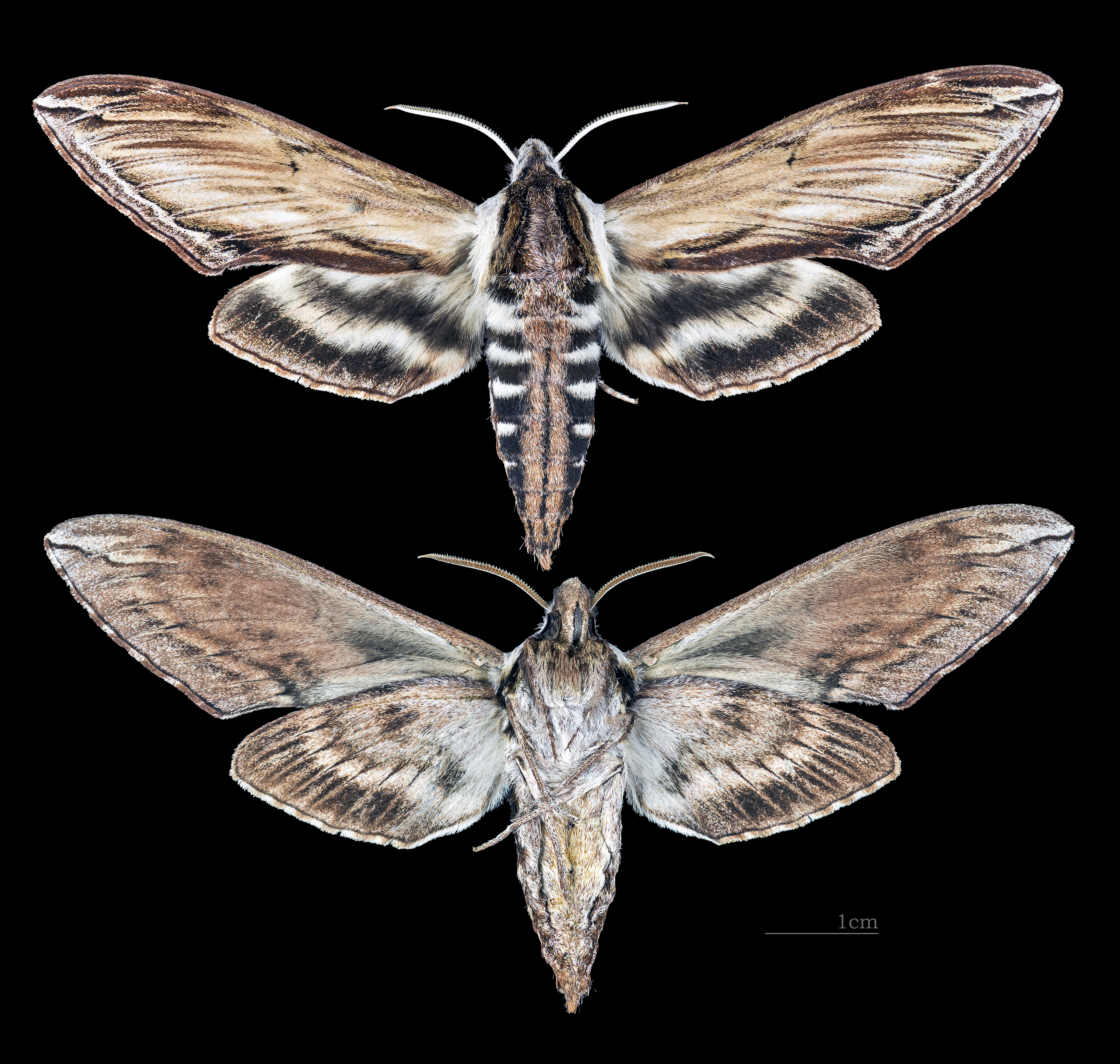
Sphinx kalmiae
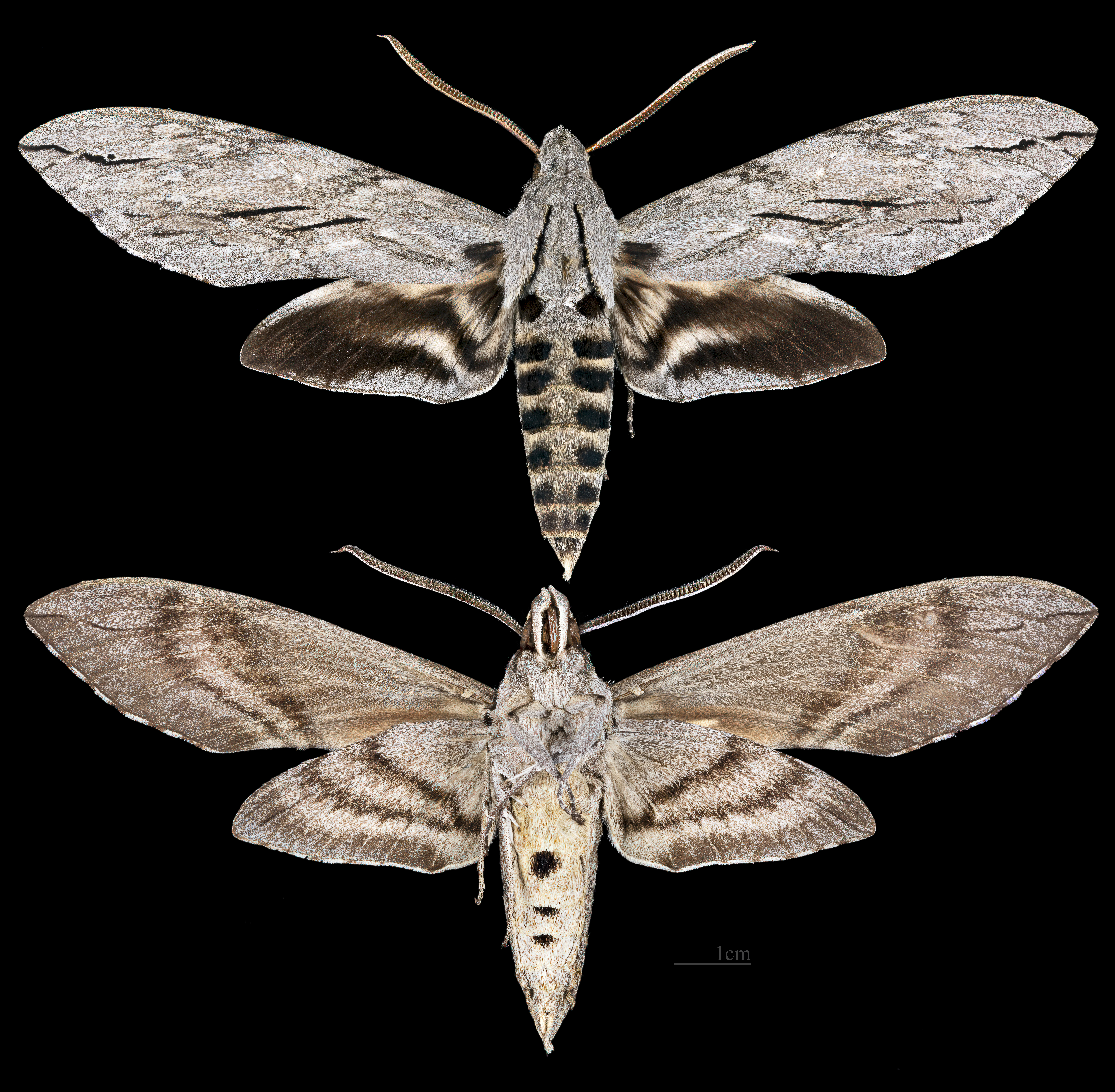
Sphinx kalmiae
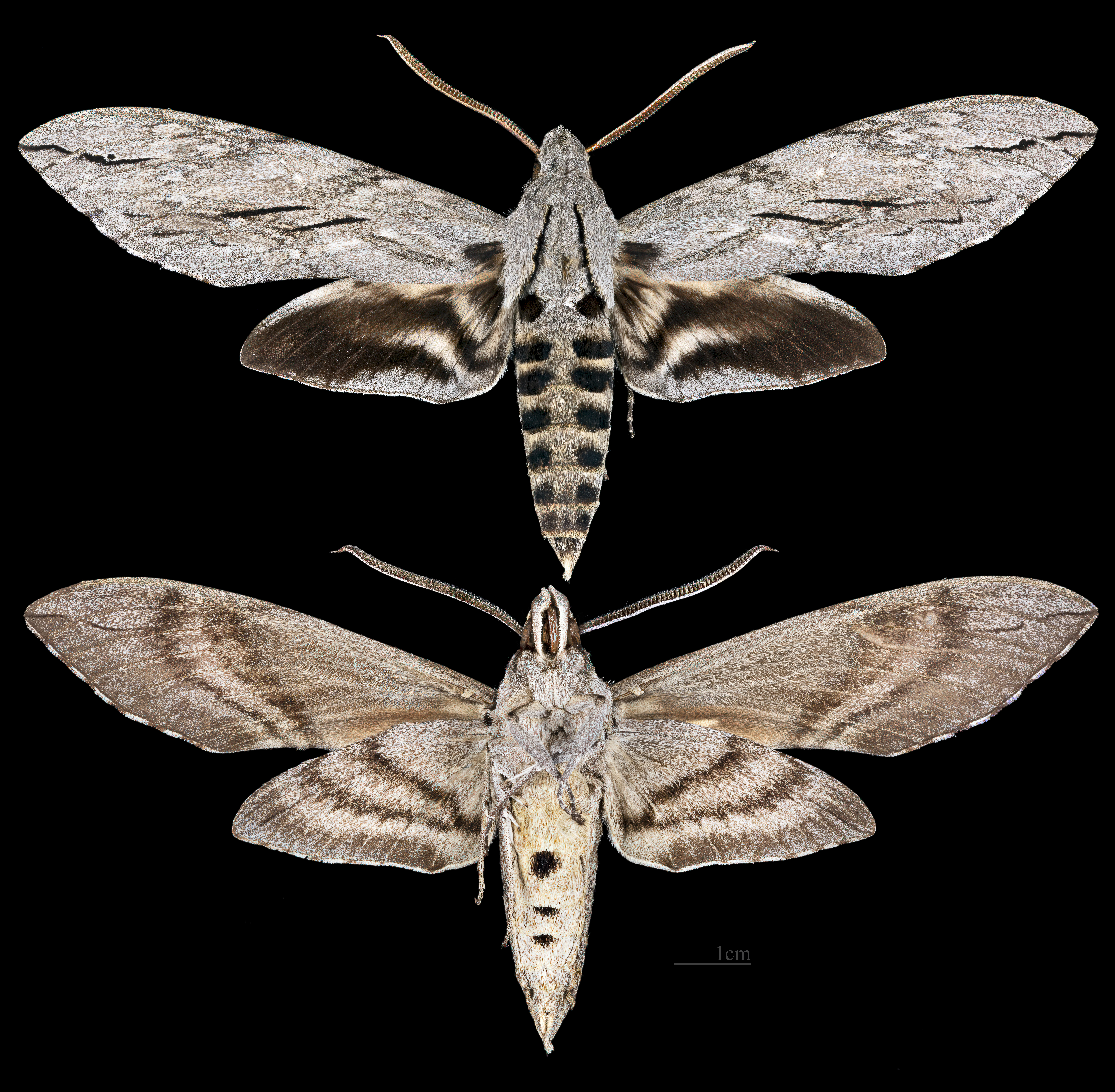
Sphinx leucophaeata
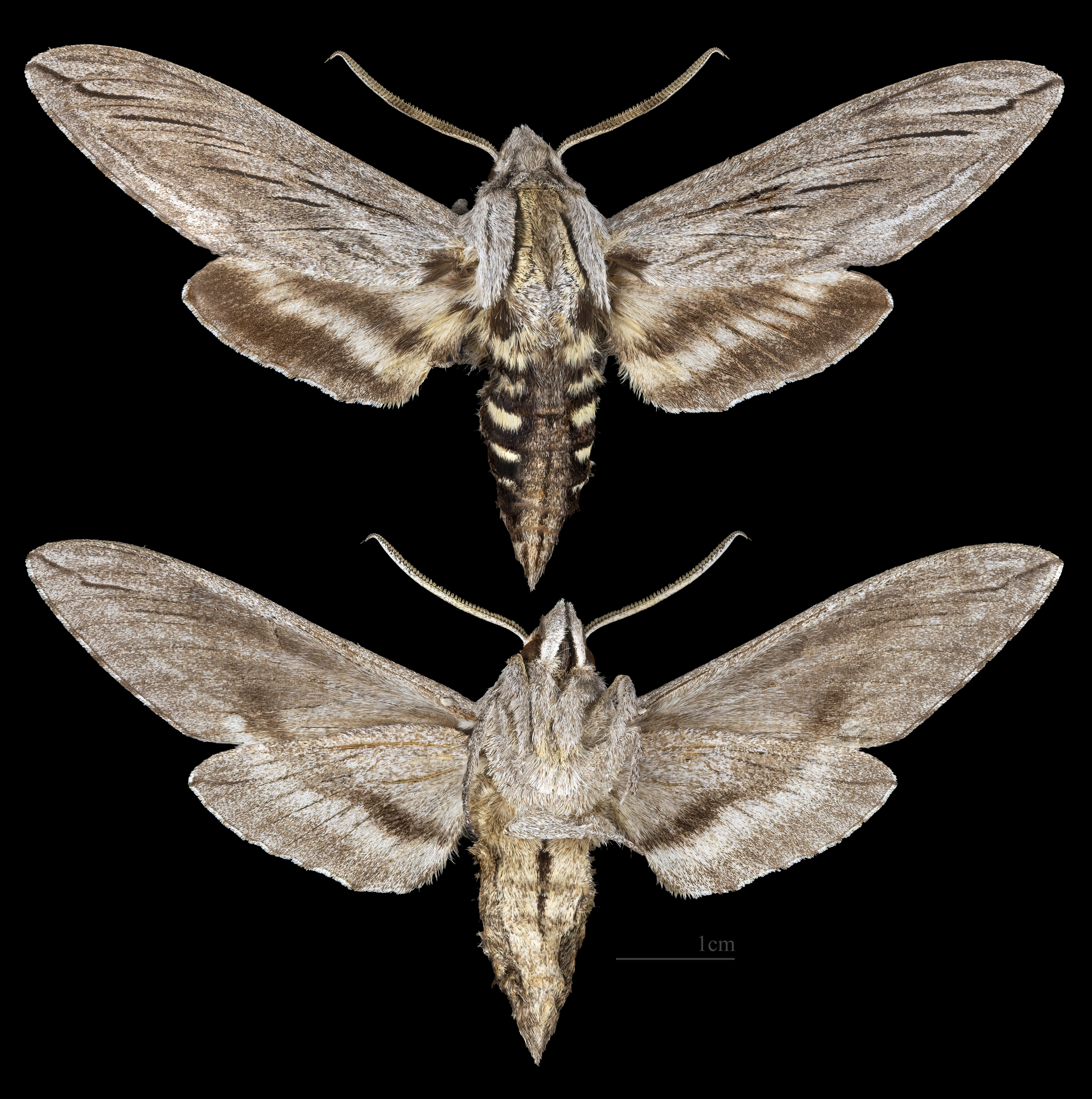
Sphinx libocedrus
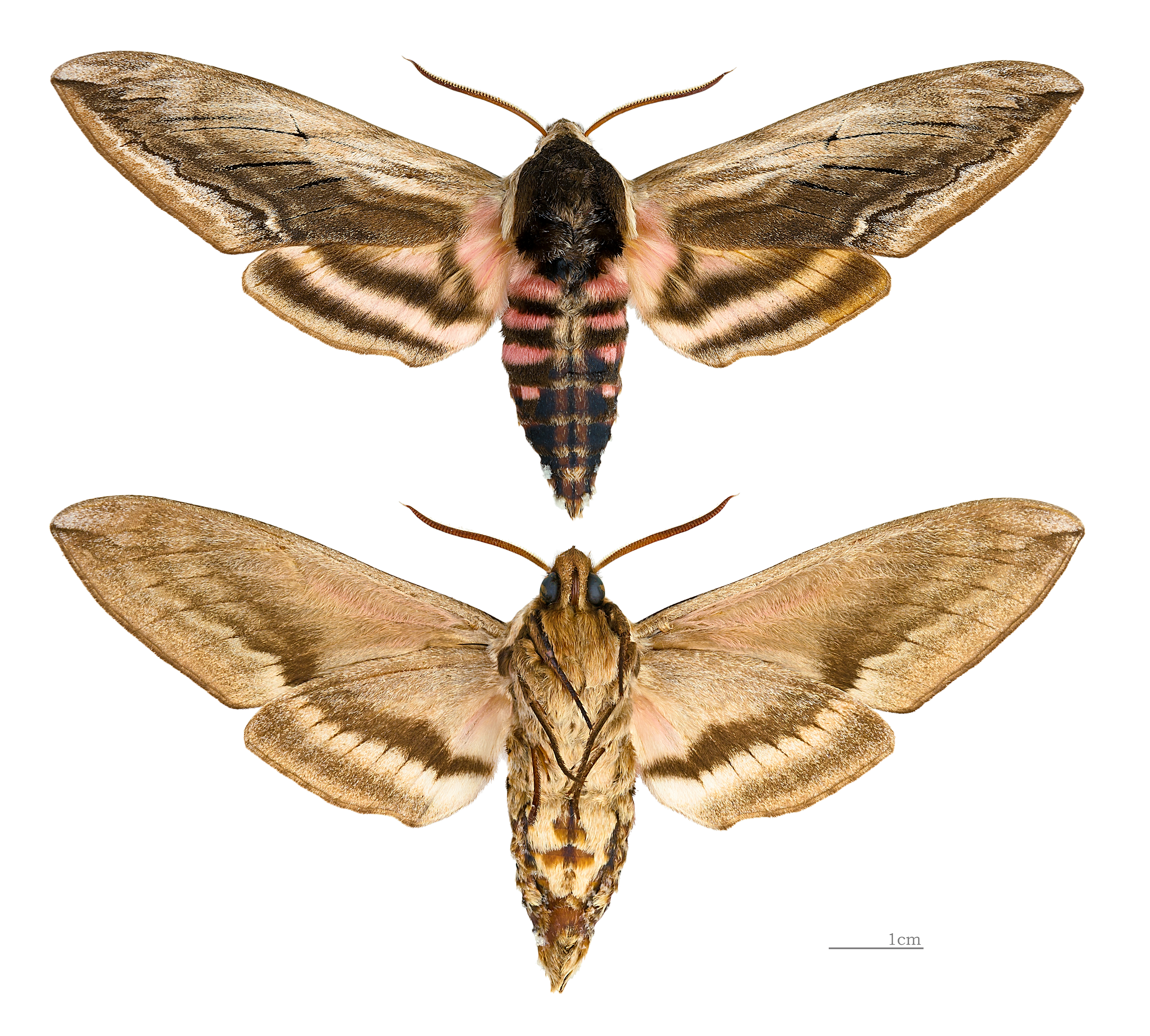
Sphinx ligustri
Sphinx luscitiosa
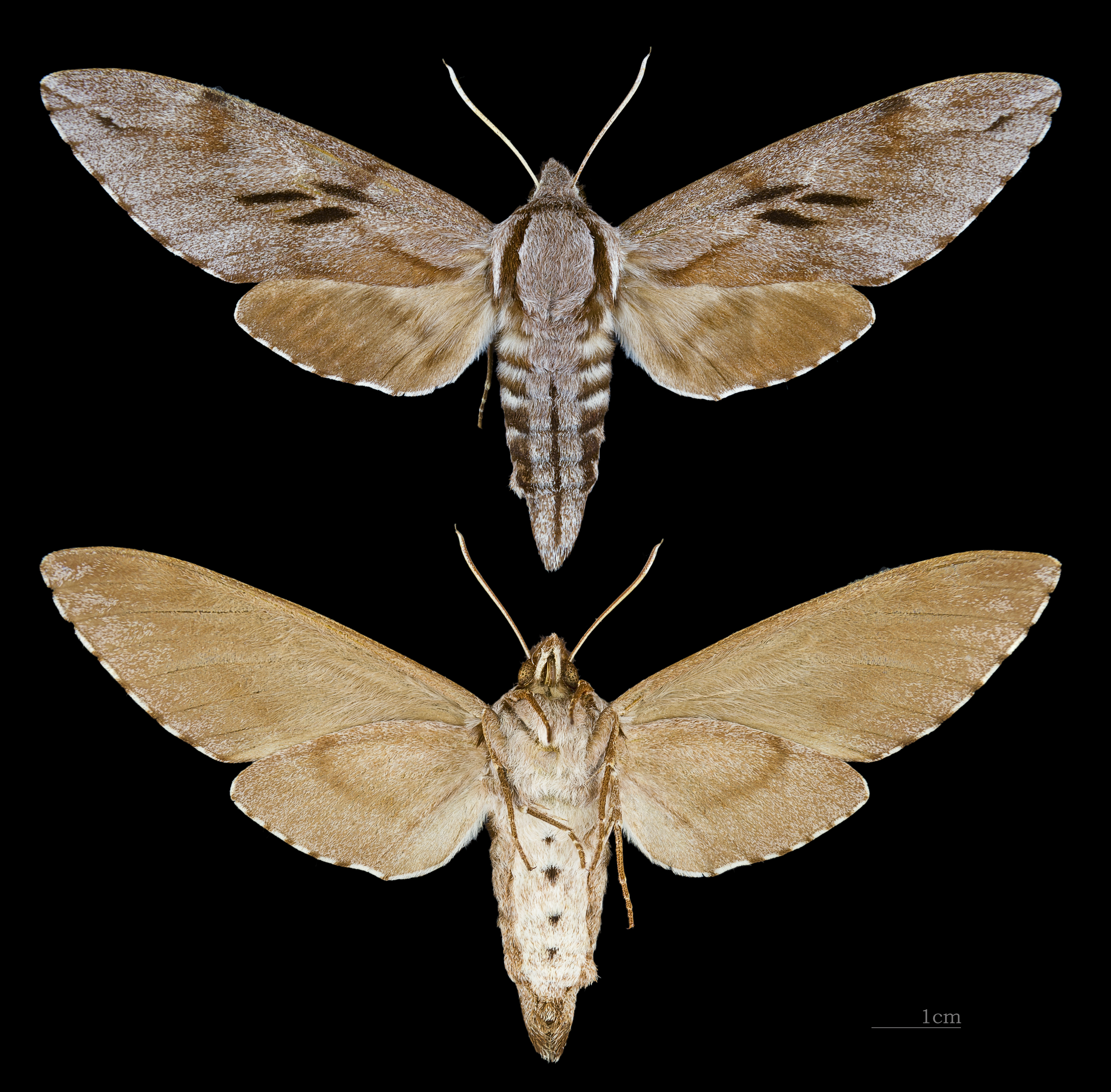
Sphinx pinastri
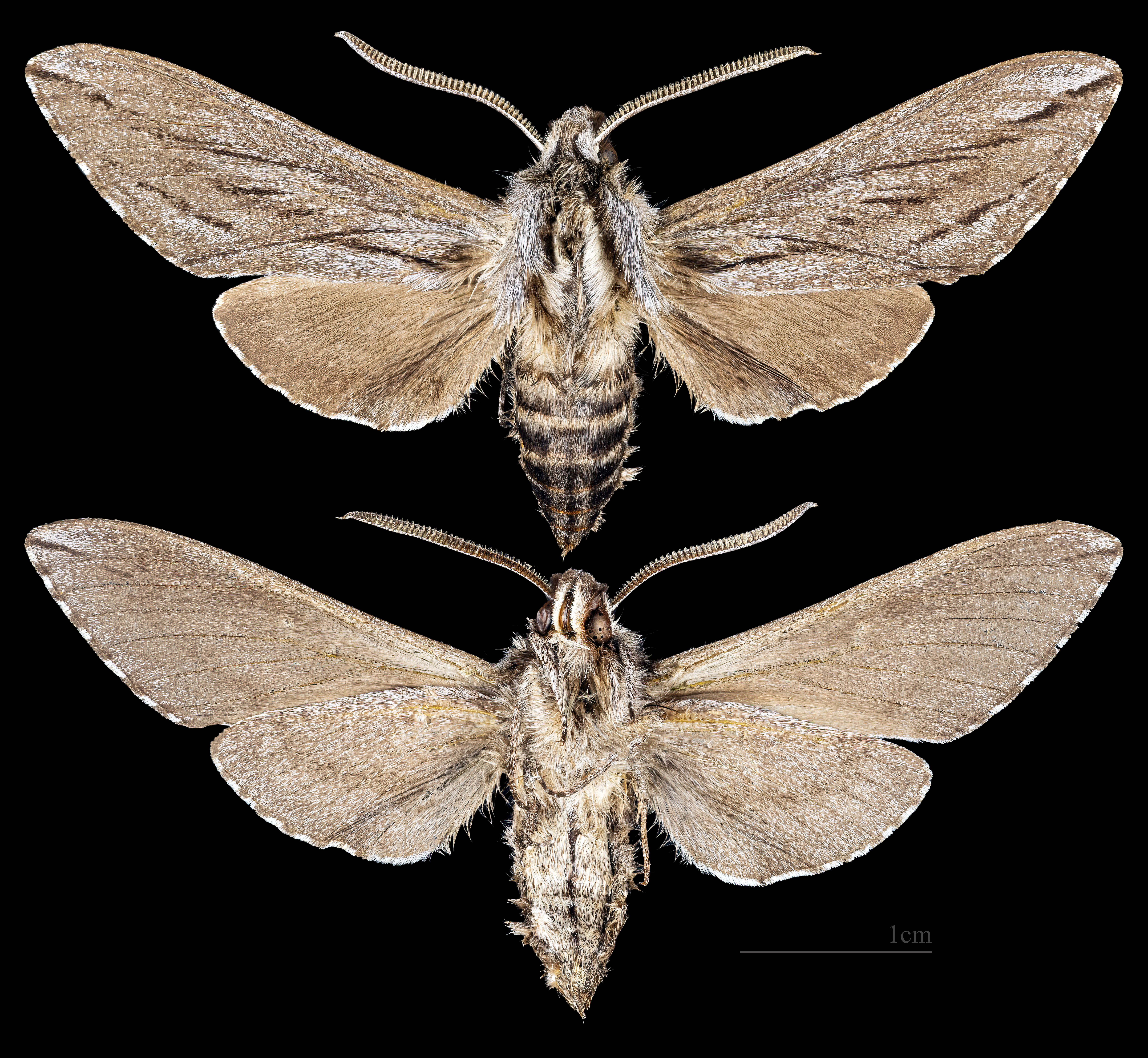
Sphinx sequoiae
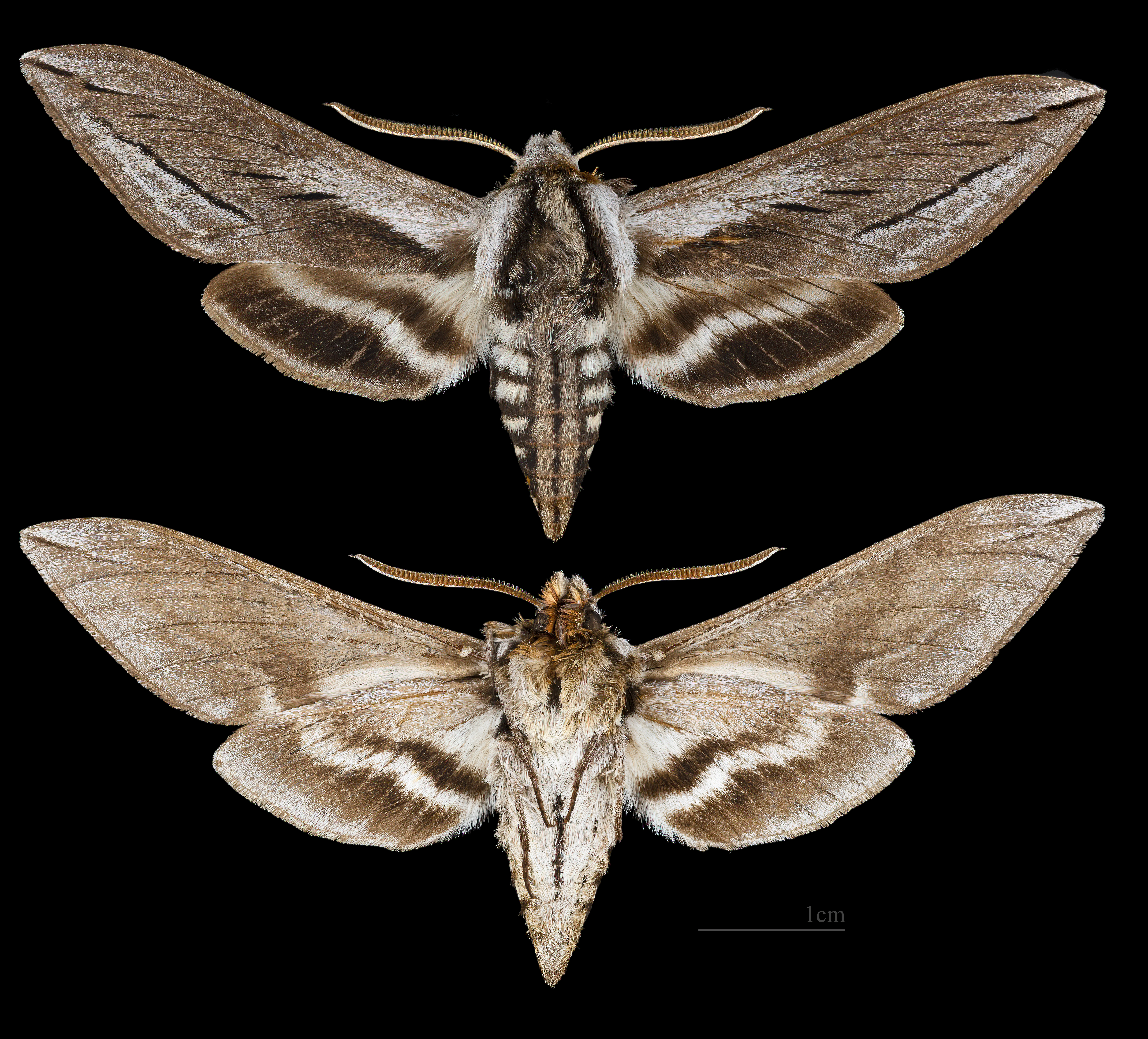
Sphinx vashti